# Armadillidium zangherii
Armadillidium zangherii là một loài chân đều trong họ Armadillidiidae. Loài này được Arcangeli miêu tả khoa học năm 1924.